# Europa Europa
Europa Europa là một phim dã sử do Agnieszka Holland đạo diễn, xuất phẩm ngày 14 tháng 11 năm 1990 tại Paris.

## Lịch sử
Truyện phim phỏng theo bán hồi ký Tôi là thanh niên Hitler tên Solomon (Ich war Hitlerjunge Salomon) của tác giả Solomon Perel. Nhan đề được đặt để tránh trùng tác phẩm Europa của đạo diễn Lars von Trier với chủ đề và thời điểm quay như nhau.
- Sally Perel Ich war Hitlerjunge Salomon (קוראים לי שלמה פרל Kor'im li Schlomo Perel). Deutsch von Brigitta Restorff (mit dem Verfasser erstellte Neubearbeitung des Textes). 4. Auflage. Nicolai, Berlin 2002, 196 S., ISBN 3-87584-424-6.
- Taschenbuchausgabe: München, Heyne 1992 / 2005, ISBN 3-453-08464-0 (als Originaltitel ist hier Europa Europa angegeben, wie der Film auch in den USA hieß).

## Nội dung
Solomon Perel sinh ngày 20 tháng 04 năm 1925 tại Peine (Cộng hòa Weimar), út nam một ông thợ giày người Đức gốc Do Thái. Quãng 1938 đến 1945, số phận Solomon lênh đênh giữa nhiều làn đạn và dưới nhiều vỏ bọc khác nhau.
- Weimar - Solly

Vào cái đêm kính vỡ, thiếu niên Solly mất cảnh sống yên hàn cùng gia đình. Em gái Bertha bị thanh niên Hitler cuồng tín ném đá chết, thảm kịch này buộc nhà Perel phải chạy sang Ba Lan - nơi chôn nhau cắt rốn của cha Solly.
- Ba Lan - Solek

Ở Łódź không bao lâu thì Wehrmacht tràn sang. Solek phải xa cô bồ gù Basia, rồi lạc mất anh Isaak và cả nhà.
- Tô Liên - Solomon

Solomon được hồng quân đưa vào cô nhi viện Grodno. Cậu gia nhập Komsomol và tiếp thụ lối sống cộng sản cùng chủ nghĩa Stalin. Solomon nhận thư nhà đều đặn, biết cha mẹ bị giam tại ghetto. Cậu thầm thương phụ trách viên Inna.
Một năm sau, chiến dịch Barbarossa mở màn, hồng quân triệt thoái khỏi vùng biên. Solomon vô tình kẹt trong đám tù binh rồi làm thông dịch viên cho lính Đức và sĩ quan Jakob Jugashvili. Nhờ vậy, cậu được phép gia nhập vệ quân dưới tên giả Josef Peters cùng thân phận người Đức Latvia.
Tình cờ, binh sĩ đồng tính luyến ái Robert Kellerman phát hiện cậu đã cắt bì, xin nhận làm em nuôi.
- Đức Quốc Xã - Jupp

Nhờ mấy chiến công ngẫu nhiên và sự sủng ái của đại tá chỉ huy trưởng Hauptmann, Jupp được đặc ân rời chiến trường về Braunschweig nhập Học viện Thanh niên Hitler. Tại đây, Jupp phải tuyên thệ trung thành trước tượng quốc trưởng, rồi tích cực dự phần sinh hoạt học đường, trong khi vẫn gắng giấu thân phận nguy hiểm. Cậu làm quen với Gerd và nhất là Leni - thành viên Thanh nữ Đức. Leni thường mời Jupp về nhà gặp mẹ, trọn hưởng không khí gia đình. Giữa hai người dần nảy sinh quan hệ tình ái, nhưng để giấu biệt khiếm khuyết cơ thể, Jupp lấy chỉ buộc bao quy đầu cho đến khi mưng mủ.
Trong cao trào xuân sinh sản, Leni phải chọn giữa Jupp và Gerd. Vì ngờ vực Jupp yếu sinh lý và không hợp tiêu chuẩn phối giống, cô ngã vào lòng Gerd rồi có mang với Gerd. Cùng lúc, Gestapo bắt đầu nghi vấn lí lịch Jupp, liên tục triệu tập để thẩm vấn. Dầu vậy, cậu vẫn đau đáu nhớ về gia đình cũ và lén đi mọi ghetto tìm cha mẹ.
Một thời gian sau, Đồng Minh tấn công Berlin. Jupp phải tham gia phòng ngự nhưng sớm bỏ hàng ngũ để chạy sang phía Tô Duy. Jupp bị NKVD bắt và suýt bắn bỏ, may được anh Isaak cứu thoát. Họ quyết định chuyển sang Palestine định cư, kết thúc hành trình khốn nạn.

## Kĩ thuật
Phim được quay tại Tây Đức, Ba Lan và Liên Xô năm 1989.
- Nhà sản xuất: Bayerischer Rundfunk (BR), Filmförderungsanstalt (FFA), The Senate of Berlin, Sofima, Ministère de la Culture, Centre National du Cinéma et de l'Image Animée, Central Cinema Company Film (CCC), Les Films du Losange, Telmar Film International Ltd., Zespol Filmowy "Perspektywa"
- Nhà phân phối: Les Films du Losange, Editora Europa, EuroVideo, Europa Carat, MGM Home Entertainment, Orion Classics, Orion Home Video, Transeuropa Video Entertainment (TVE), Umbrella Entertainment, Universum Film (UFA), VPS Film-Entertainment GmbH, Blue Efficience (kháng vi phạm bản quyền)

### Nhạc nền
- Hành khúc thanh niên cận vệ
- Đêm dao dài
- Quốc ca Đức
- Thánh vịnh

### Diễn xuất
| Tài tử             | Vai trò          |
| ------------------ | ---------------- |
| Marco Hofschneider | Solomon Perel    |
| Julie Delpy        | Leni             |
| Hanns Zischler     | Hauptmann        |
| René Hofschneider  | Isaak            |
| Piotr Kozlowski    | David            |
| André Wilms        | Robert Kellerman |
| Ashley Wanninger   | Gerd             |
| Halina Łabonarska  | Mẹ Leni          |
| Klaus Abramowsky   | Cha Solomon      |
| Michèle Gleizer    | Mẹ Solomon       |
| Marta Sandrowicz   | Bertha           |
| Nathalie Schmidt   | Basia            |
| Delphine Forest    | Inna             |
| Martin Maria Blau  | Ulmayer          |
| Andrzej Mastalerz  | Zenek            |
| Solomon Perel      | Bản thân         |

## Hậu trường
Phim được trình chiếu vào ngày 28 tháng 6 năm 1991, and thu về được $31,433 trong tuần chiếu đầu tiên tại hai rạp phim. Tổng doanh thu cuối chiếu tại Mỹ là $5,575,738.
Phim đã đoạt giảiQuả cầu vàng cho Phim ngoại ngữ hay nhất và được đề cử cho giải Academy Award for Best Adapted Screenplay,nhưng thua cuộc trước phim Sự im lặng của bầy cừu. Phim từng được kỳ vọng đề cử cho giải Best Foreign Language Film, nhưng phía bên Đức không tranh giải.